# Leopold von Gerlach (General)

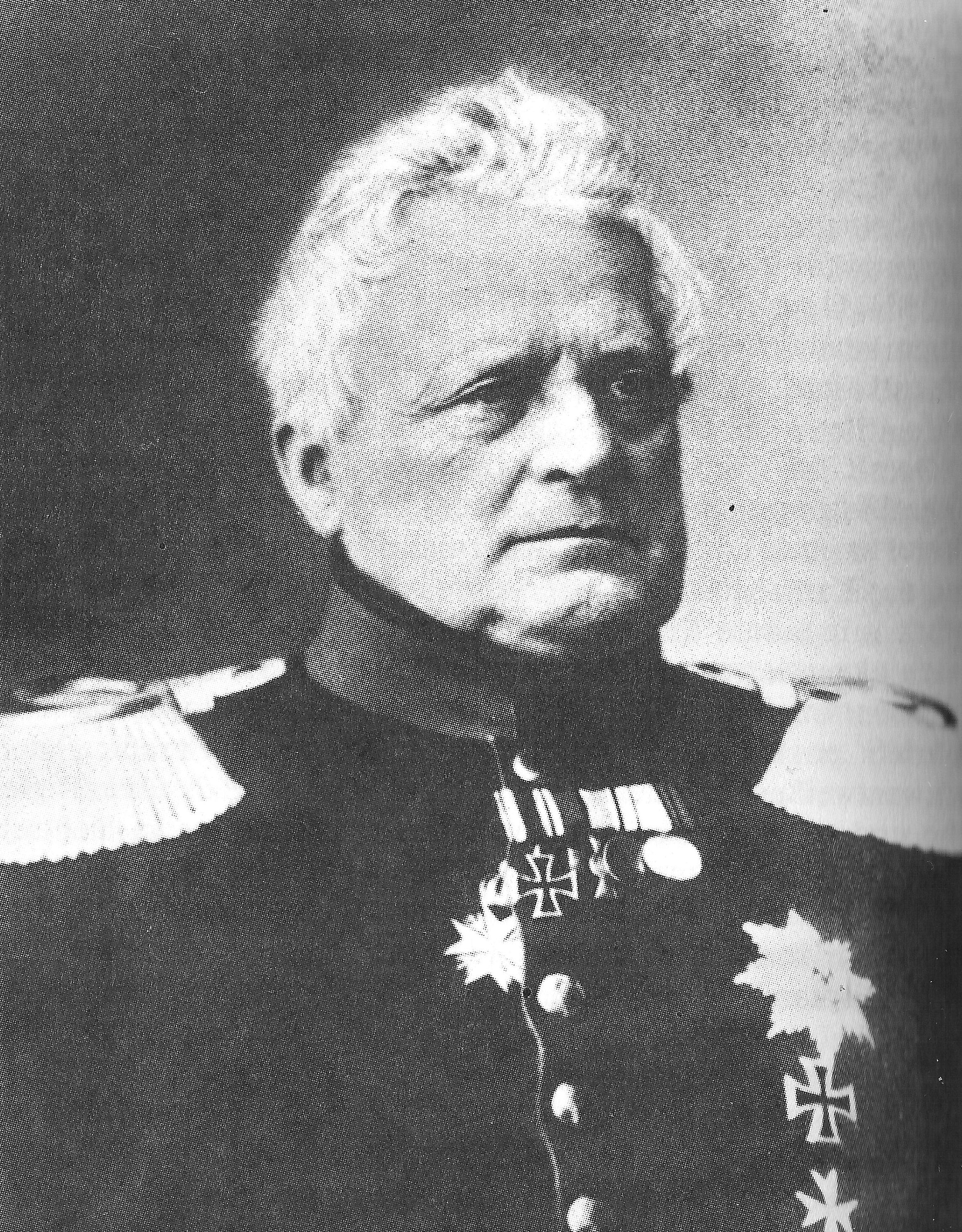
Ludwig von Gerlach

Ludwig Friedrich Leopold von Gerlach (* 17. September 1790 in Berlin; † 10. Januar 1861 in Sanssouci bei Potsdam) war ein preußischer General der Infanterie und konservativer Politiker aus dem Kreis um die Kreuzzeitung.

## Leben

### Herkunft
Er war der Sohn von Carl Friedrich Leopold von Gerlach (1757–1813) und dessen Ehefrau Agnes, geborene von Raumer (1762–1831). Sein Vater war Oberbürgermeister Berlins, dann Regierungspräsident und Präsident der kurmärkischen Kriegs- und Domänenkammer.

### Militärkarriere
Gerlach besuchte das Joachimsthalsche Gymnasium in Berlin und wurde 1803 als Gefreiterkorporal im Infanterieregiment „von Arnim“ der Preußischen Armee angestellt. Nach seiner Ernennung zum Fähnrich nahm er 1806 während des Vierten Koalitionskrieges an der Schlacht bei Auerstedt teil. Dabei geriet Gerlach in Gefangenschaft, wurde aber auf Ehrenwort entlassen und inaktiv gestellt. Nach dem Frieden von Tilsit studierte er in Göttingen sowie in Heidelberg Jura, bis Gerlach 1812 zum Referendar bei der Potsdamer Regierung ernannt wurde.
Nach dem Aufruf von König Friedrich Wilhelm III. wurde Gerlach als Sekondeleutnant in der Armee wieder angestellt und zur Dienstleistung dem Stab von General Blücher zugeteilt. Er nahm während der Befreiungskriege an den Kämpfen bei Großgörschen, Bautzen, an der Katzbach, bei Leipzig, La Rothière, Paris, Ligny und Wavre teil. Dabei wurde Gerlach mehrfach verwundet und mit beiden Klassen des Eisernen Kreuzes ausgezeichnet. Im Oktober 1815 kam er dann als Kapitän in den Großen Generalstab und war ab 30. März 1821 als Major im Generalstab des III. Armee-Korps tätig.
1826 wurde er Adjutant des Prinzen Wilhelm von Preußen (des späteren Kaisers Wilhelm I.), dessen pietistische und konservative Ansichten er teilte. 1838 wurde Gerlach Oberst und Chef des Generalstabs des III. Armee-Korps. Kurzzeitig war Gerlach von August bis September 1842 Kommandeur der 1. Garde-Landwehr-Brigade. 1844 wurde er Generalmajor, 1849 Generalleutnant und Generaladjutant des Königs Friedrich Wilhelm IV. In dieser Vertrauensstellung arbeitete er im Sinn der kirchlichen und politischen Reaktion. Zuletzt bekleidete er seit Mai 1859 den Dienstgrad als General der Infanterie.

### Familie
Er heiratete 1819 in Redel Johanna von Küssow (1796–1857), Tochter des Grafen Friedrich Bernd von Küssow (1746–1802) und der Ulrike von Bardeleben (einer Tochter des Generals Georg Friedrich Christoph von Bardeleben). Das Paar hatte zwei Söhne und zwei Töchter, darunter:
- Agnes (* 1820)
- Berndt (1828–1889), Landrat, Mitbesitzer von Rohrbeck, Ritterschaftsrat, 1886–1889 Mitglied des Preußischen Abgeordnetenhauses ⚭ 1860 Maria Gräfin von Kanitz (* 1839)[1]

### Politik

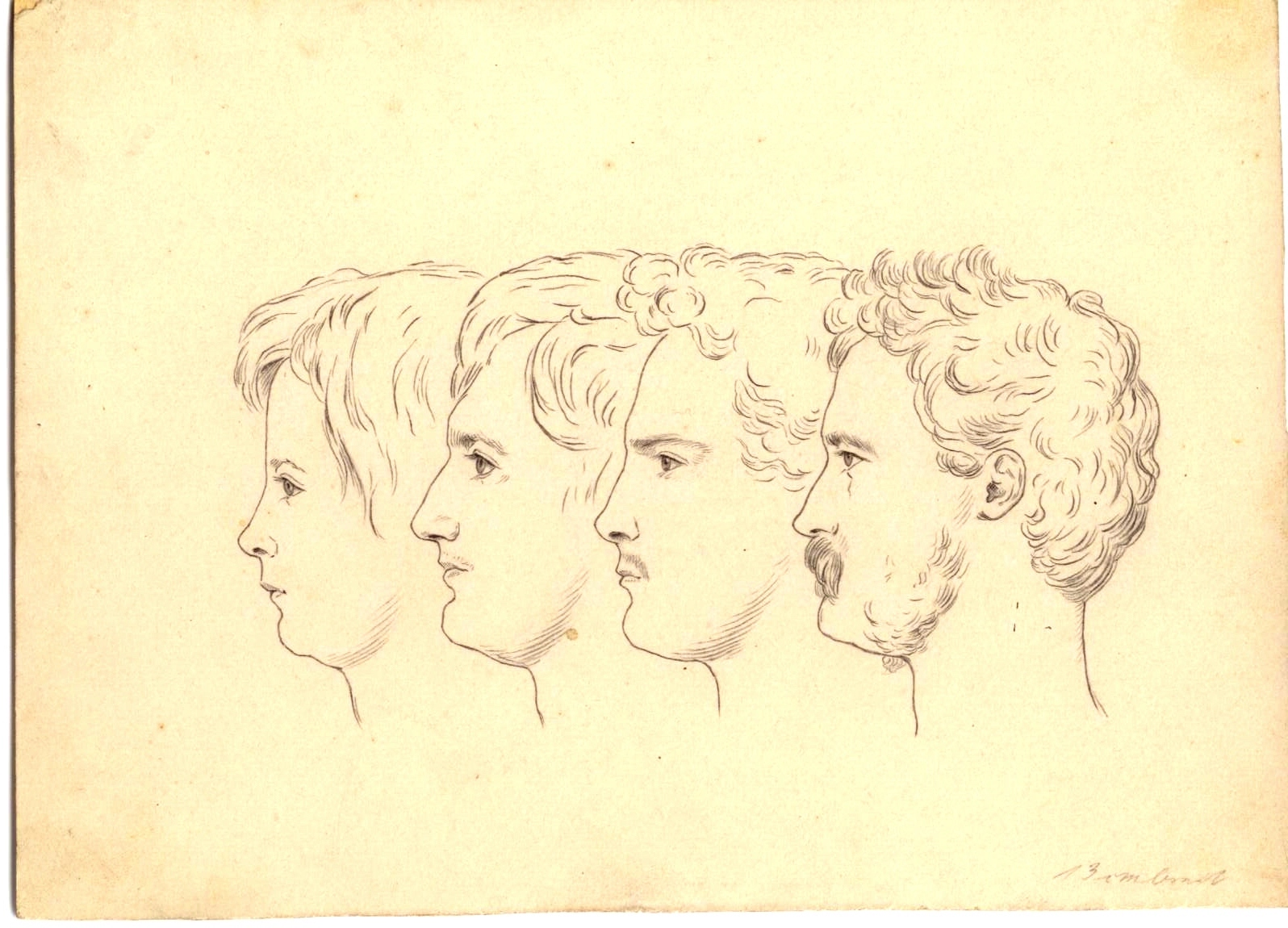
Die 4 Brüder von Gerlach (vor 1815) von Friedrich Meier. V. l. n. r.: Otto, Ernst Ludwig, Leopold und Wilhelm von Gerlach (Gerlach-Archiv)

Mit seinem Bruder Ernst Ludwig von Gerlach war er Mitglied der christlich-deutschen Tischgesellschaft, dann der Nachfolgebewegung, der so genannten „Maikäferei“, und schließlich der Konservativen Partei. Die Brüder Gerlach gehörten 1848 zu den einflussreichsten Gründern der Partei sowie zur Hofpartei, der so genannten Kamarilla, um Friedrich Wilhelm IV. Ihr Ziel war eine christlich-ständische Ordnung Preußens und Deutschlands. Die Radikalität, mit der die Brüder Gerlach dieses Ideal anstrebten, führte zur raschen Aufspaltung der konservativen Bewegung, in deren Verlauf sich unter anderem Otto von Bismarck von der Gerlachschen Linie abwendete.
Leopold von Gerlach starb infolge einer Erkältung, die er sich bei der Beerdigung Friedrich Wilhelms IV. zugezogen hatte.

### Nachlass
Ein großer Teilnachlass Leopold von Gerlachs, welcher sich im Staatsarchiv Stettin befand, ging im Jahre 1945 kriegsbedingt verloren. Ein weiterer Teil des Nachlasses wird im Gerlach-Archiv an der Universität Erlangen-Nürnberg verwahrt und ist für die Forschung zugänglich.